# Aelius Optatus
Aelius Optatus (sein Praenomen ist nicht bekannt) war ein im 2. Jahrhundert n. Chr. lebender Angehöriger des römischen Senatorenstandes.
Durch eine Inschrift, die in Troesmis gefunden wurde, ist belegt, dass Optatus während der Regierungszeit von Antoninus Pius (138–160) Kommandeur (Legatus legionis) der Legio V Macedonica war, die ihr Hauptlager in Troesmis in der Provinz Moesia inferior hatte.

## Datierung
Bei der Epigraphik-Datenbank Clauss-Slaby wird die Inschrift auf 138/160 datiert. Werner Eck geht davon, dass Optatus wahrscheinlich am Ende der Regierungszeit von Antoninus Pius Legionskommandeur war, falls der in der Inschrift genannte Statthalter Iulius Severus mit Lucius Iulius Titus Statilius Severus identisch ist. Florian Matei-Popescu nimmt an, dass er um 158/160 Legionskommandeur war.